# Artyom Olegovics Szurkov
Artyom Olegovics Szurkov (oroszul: Артём Олегович Сурков; Szaranszk, 1993. október 15. –) orosz kötöttfogású birkózó. A 2018-as birkózó-világbajnokságon a döntőbe jutott 67 kg-os súlycsoportban, kötöttfogásban. A 2017-es és a 2015-ös birkózó világbajnokságon bronzérmet nyert 66 kg-ban. Kétszeres Európa-bajnoki aranyérmes kötöttfogásban, 67, illetve 66 kg-ban. A 2015-ös Európa Játékokon aranyérmet szerzett 66 kg-ban.

## Sportpályafutása
A 2018-as birkózó-világbajnokságon a döntőbe jutott.